# 503-й штурмовой авиационный полк
503-й штурмовой авиационный ордена Кутузова полк — авиационная воинская часть ВВС РККА штурмовой авиации в Великой Отечественной войне, переформированная в истребительно-бомбардировочный авиационный полк.

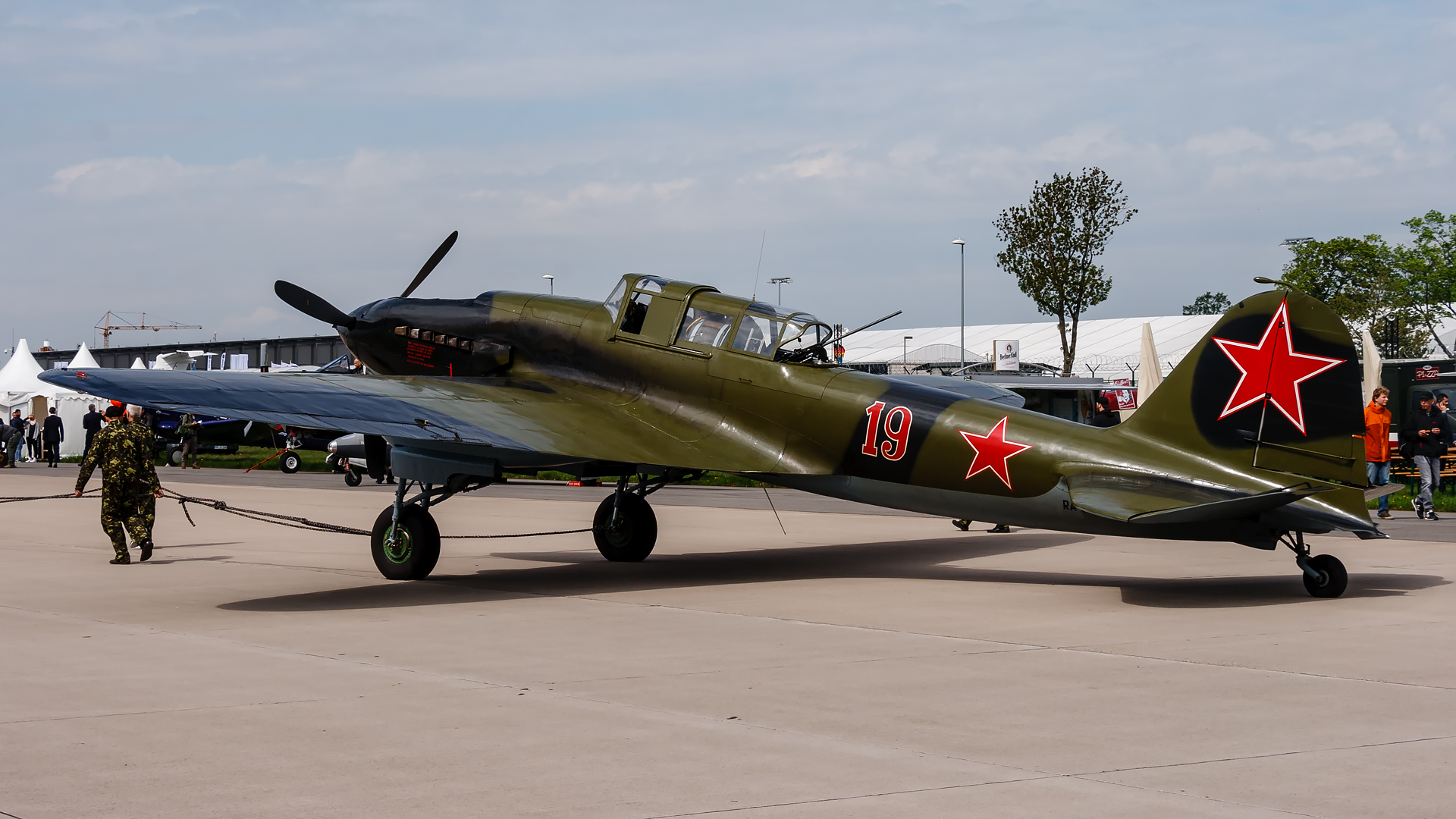
Конструкторы называли разработанный ими штурмовик Ил-2 «летающим танком», пилоты-истребители люфтваффе прозвали его «бетонным самолётом» (нем. Betonflugzeug), солдаты вермахта называли его «чумой» (нем. Schwarzer Tod, дословно: «чёрная смерть»).

## Наименование полка
За весь период своего существования полк своего наименования не менял:
- 503-й штурмовой авиационный полк[1][2];
- 503-й штурмовой авиационный ордена Кутузова полк[1];
- 503-й истребительно-бомбардировочный авиационный ордена Кутузова полк[1].

## История и боевой путь полка
Полк сформирован 22 августа 1941 года приказом № 0053 по 1-й запасной авиабригаде в Воронеже на самолётах Ил-2 на основании шифр телеграммы ВВС КА от 22.08.1941 г. Получив 20 самолётов полк убыл на фронт.

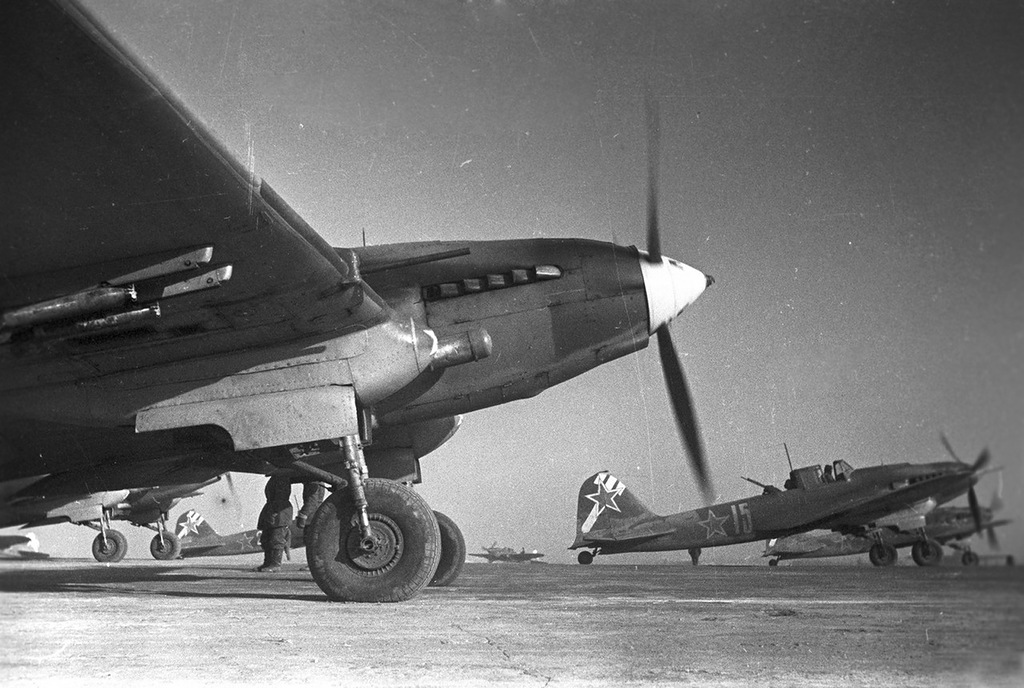
Штурмовики Ил-2 вылетают на боевое задание под Сталинградом. Январь 1943 г.

За период боевой работы полка с 7 сентября 1941 года по 30 сентября 1942 года полк воевал на Юго-Западном, Западном, Калининском, Брянском и Сталинградском фронтах. Полк 4 раза выводился в тыл на пополнение и доукомплектование. За этот период полк потерял 26 летчиков и 2 человека наземного состава.
За период боевой работы полка с 7 сентября 1941 года по 30 сентября 1942 года полк выполнил 2949 боевых вылетов и уничтожил 525 танков, 207 самолётов (199 на земле и 8 в воздухе), 6540 солдат и офицеров, 1900 автомашин, 136 полевых и зенитных орудий, 19 автоцистерн, 4 склада и 2 ангара, 1 штаб крупного соединения.
С 29 сентября по 10 ноября помимо задач нанесения штурмовых ударов по войскам и аэродромам противника за пределами города Сталинграда полк выполнял нанесение штурмовых ударов в сложных условиях уличных боев. С 20 ноября по 24 декабря 1942 года полк содействовал наступленияю войск по разгрому сталинградской группировки, взаимодействуя с подвижными частями 4-го и 13-го механизированных корпусов.
Приказом командира 206-й штурмовой авиадивизии № 00156 от 8 октября 1942 года полк за боевые заслуги представлен к званию «гвардейского».
С 1 июня 1943 года полк с дивизией переброшены в состав 2-го смешанного авиакорпуса 4-й воздушной армии Северо-Кавказского фронта для участия в Воздушных сражениях на Кубани. С середины июля 1943 года полк участвует в Миусской операции, разгроме таганрогской группировки противника, освобождении Донбасса и наступлении вплоть до р. Молочная. В октябре 1943 года принимает участие в прорыве обороны противника на р. Молочная и преследовании его до Днепра.
В январе — феврале 1944 года полк с дивизией в составе 7-го штурмового авиакорпуса 8-й воздушной армии 4-го Украинского фронта участвовали в ликвидации никопольского плацдарма противнка, содействуя войскам 3-й гвардейской армии в овладении городом Никополь и созданию плацдарма на правом берегу р. Днепр.
С 8 апреля 1944 года полк во взаимодействии с войсками 51-й армии содействовал в прорыве сильно укрепленной, глубоко эшелонированной обороны противника в озерных дефиле на южном побережье Сиваш, уничтожая танки, артиллерию и живую силу, разрушая оборону и сопровождая пехоту в районах Каранки, Самай, Асс-Найман, высота 30,3 и Тамашевка. С 17 апреля полк ведет боевую работу по освобождению Севастополя.
В августе 1944 года полк с дивизией в составе 7-го штурмового авиакорпуса переброшены в 14-ю воздушную армию 3-го Прибалтийского фронта, где вели боевые действия на тартусском и рижском направлениях. Затем полк с дивизией были переброшены на 1-й Прибалтийский фронт в состав 3-й воздушной армии, где до конца 1944 года вели бои на мемельском, тильзитском и либавском направлениях. На заключительном этапе войны полк содействовал войскам 1-го и 2-го Прибалтийского фронтов в разгроме курляндской группировки противника.
С 16 апреля 1945 года до окончания войны полк с дивизией в составе 7-го штурмового авиакорпуса находилась в резерве Ставки ВГК. Полк начал переучивание на Ил-10. 
В составе действующей армии полк находился с 7 сентября 1941 года по 20 марта 1942 года, с 25 мая по 14 июля 1942 года, со 2 сентября 1942 года по 16 мая 1944 года, с 4 июля 1944 года по 16 апреля 1945 года.
В сентябре 1945 года дивизия и полк перебазировались на аэродром Броды в Львовский военный округ в состав 14-й воздушной армии. В 1949 году в связи с массовым переименованием 7-й штурмовой авиационный корпус переименован в 68-й штурмовой авиационный корпус, а 14-я воздушная армия в 57-ю воздушную армию. Новые переименования не коснулись ни дивизию, ни полка. В середине 1950-х годов полк получил на вооружение новый самолёт МиГ-15, который использовался в штурмовом варианте. С возникновением нового рода Фронтовой авиации — истребительно-бомбардировочной авиации, дивизия была передана в её состав, 29 апреля 1956 года поменяла свое наименование на 206-ю истребительно-бомбардировочную авиационную Мелитопольскую Краснознамённую дивизию, 68-й штурмовой авиакорпус расформирован в составе 57-й воздушной армии, а полк стал именоваться как 503-й истребительно-бомбардировочный авиационный полк. В 1957 году в полк стали поступать МиГ-17.
1 мая 1957 года дивизия вместе с полком были расформирована в составе 57-й воздушной армии. Часть личного состава переданы в дургие полки дивизии, которые переданы в состав 289-й истребительно-бомбардировочной авиационной Никопольской Краснознамённой дивизии.

## Командиры полка
- подполковник Пивенштейн Борис Абрамович[2], 22.08.1941 — 10.1942
- майор, подполковник Калябин Николай Иванович, 02.1943 — 01.1945
- майор, подполковник Медведев Николай Семенович, 02.1945 —

## В составе соединений и объединений
| Дата          | Фронт (округ)                                | Армия                            | Корпус                            | Дивизия                                                  | Примечания |
| ------------- | -------------------------------------------- | -------------------------------- | --------------------------------- | -------------------------------------------------------- | ---------- |
| 22.08.1941 г. | Орловский военный округ                      | ВВС Орловского военного округа   |                                   | 1-я запасная авиационная бригада                         |            |
| 07.09.1941 г. | Юго-Западный фронт                           | ВВС Юго-Западного фронта         |                                   | 1-я резервная авиационная группа                         |            |
| 07.10.1941 г. | Орловский военный округ                      | ВВС Орловского военного округа   |                                   | 1-я запасная авиационная бригада                         |            |
| 25.10.1941 г. | Западный фронт                               | Оперативная группа ВВС КА        |                                   |                                                          |            |
| 30.10.1941 г. | Западный фронт                               | Оперативная группа ВВС КА        |                                   | 10-я смешанная авиационная дивизия                       |            |
| 30.12.1941 г. | Калининский фронт                            | ВВС Калининского фронта          |                                   | 46-я смешанная авиационная дивизия                       |            |
| 21.03.1942 г. | Приволжский военный округ                    | ВВС Приволжского военного округа |                                   | 1-я запасная авиационная бригада                         |            |
| 17.05.1942 г. | Брянский фронт                               | 2-я воздушная армия              | -                                 | 227-я штурмовая авиационная дивизия                      |            |
| 14.07.1942 г. | Приволжский военный округ                    | ВВС Приволжского военного округа |                                   | 1-я запасная авиационная бригада                         |            |
| 02.09.1942 г. | Сталинградский фронт                         | 8-я воздушная армия              | -                                 | 206-я штурмовая авиационная дивизия                      |            |
| 15.09.1942 г. | Юго-Восточный фронт                          | 8-я воздушная армия              | -                                 | 206-я штурмовая авиационная дивизия                      |            |
| 30.09.1942 г. | Сталинградский фронт                         | 8-я воздушная армия              | -                                 | 206-я штурмовая авиационная дивизия                      |            |
| 31.12.1942 г. | Южный фронт                                  | 8-я воздушная армия              | -                                 | 206-я штурмовая авиационная дивизия                      |            |
| 31.03.1943 г. | Южный фронт                                  | 8-я воздушная армия              | 10-й смешанный авиационный корпус | 206-я штурмовая авиационная дивизия                      |            |
| 01.06.1943 г. | Северо-Кавказский фронт                      | 4-я воздушная армия              | 2-й смешанный авиационный корпус  | 206-я штурмовая авиационная дивизия                      |            |
| 21.07.1943 г. | Южный фронт                                  | 8-я воздушная армия              | 7-й штурмовой авиационный корпус  | 206-я штурмовая авиационная дивизия                      |            |
| 20.10.1943 г. | 4-й Украинский фронт                         | 8-я воздушная армия              | 7-й штурмовой авиационный корпус  | 206-я штурмовая авиационная дивизия                      |            |
| 16.05.1944 г. | Резерв ВГК                                   | -                                | 7-й штурмовой авиационный корпус  | 206-я штурмовая авиационная дивизия                      |            |
| 01.06.1944 г. | Харьковский военный округ                    | ВВС округа                       | 7-й штурмовой авиационный корпус  | 206-я штурмовая авиационная дивизия                      |            |
| 17.08.1944 г. | 3-й Прибалтийский фронт                      | 14-я воздушная армия             | 7-й штурмовой авиационный корпус  | 206-я штурмовая авиационная дивизия                      |            |
| 17.10.1944 г. | 1-й Прибалтийский фронт                      | 3-я воздушная армия              | 7-й штурмовой авиационный корпус  | 206-я штурмовая авиационная дивизия                      |            |
| 01.02.1945 г. | 2-й Прибалтийский фронт                      | 15-я воздушная армия             | 7-й штурмовой авиационный корпус  | 206-я штурмовая авиационная дивизия                      |            |
| 01.04.1945 г. | Ленинградский фронт Курляндская группа войск | 15-я воздушная армия             | 7-й штурмовой авиационный корпус  | 206-я штурмовая авиационная дивизия                      |            |
| 16.04.1945 г. | Резерв ВГК                                   | -                                | 7-й штурмовой авиационный корпус  | 206-я штурмовая авиационная дивизия                      |            |
| 09.05.1945 г. | Резерв ВГК                                   | -                                | 7-й штурмовой авиационный корпус  | 206-я штурмовая авиационная дивизия                      |            |
| 01.10.1945 г. | Прикарпатский военный округ                  | 14-я воздушная армия             | 7-й штурмовой авиационный корпус  | 206-я штурмовая авиационная дивизия                      |            |
| 20.02.1949 г. | Прикарпатский военный округ                  | 57-я воздушная армия             | 68-й штурмовой авиационный корпус | 206-я штурмовая авиационная дивизия                      |            |
| 01.04.1956 г. | Прикарпатский военный округ                  | 57-я воздушная армия             | -                                 | 206-я истребительно-бомбардировочная авиационная дивизия |            |
| 01.05.1957 г. | Прикарпатский военный округ                  | 57-я воздушная армия             | -                                 | 206-я истребительно-бомбардировочная авиационная дивизия |            |

## Участие в операциях и битвах

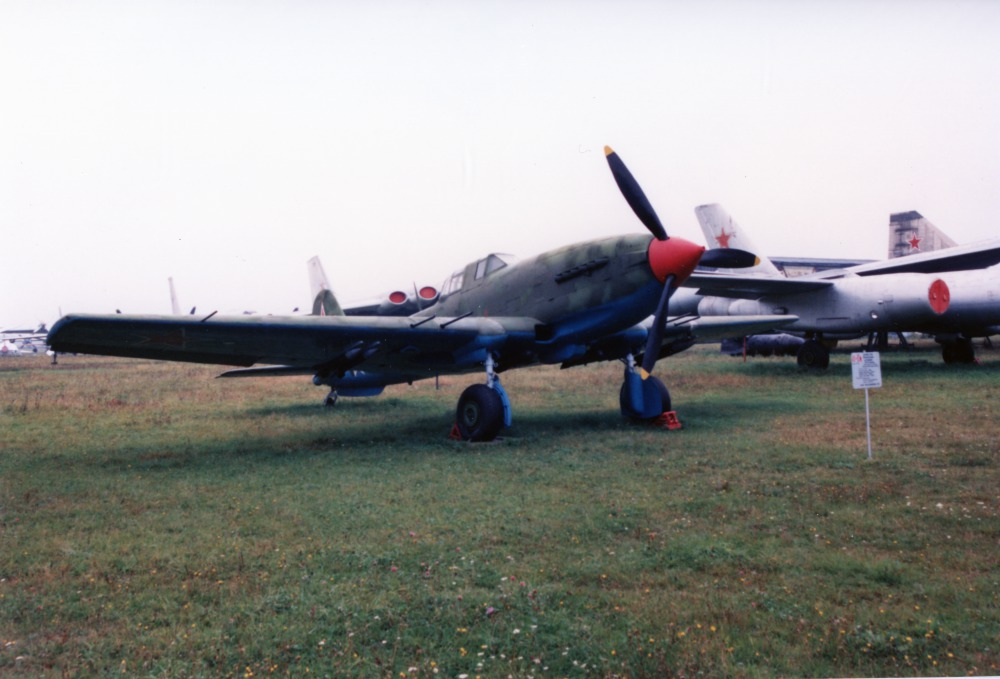
Самолет Ил-10 дивизия получила апреле 1945 года. На фото сохранившийся экземпляр в музее в Монино.

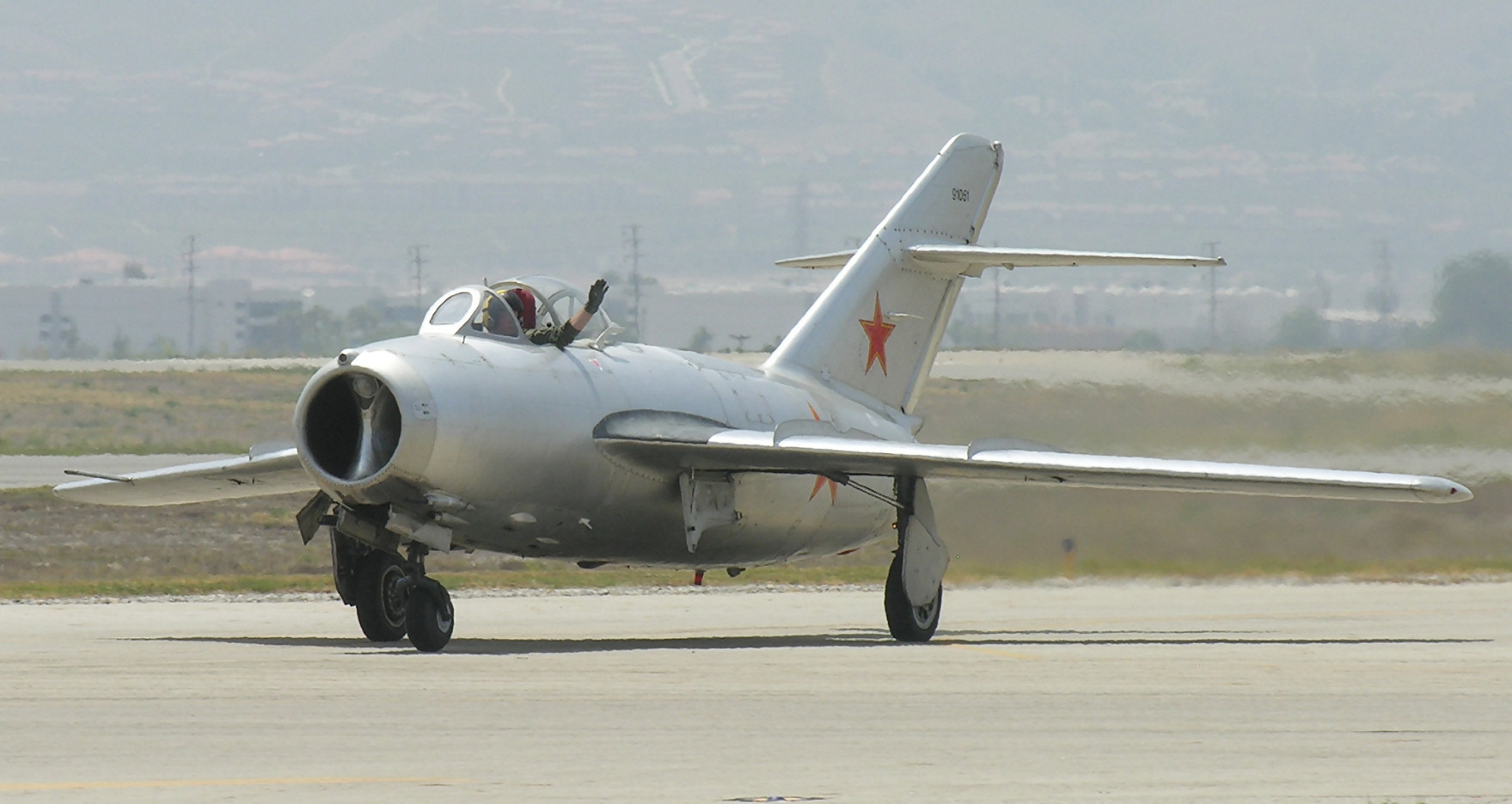
Новый МиГ-15 стал поступать в полк в начале 1950-х годов и использовал их по наземным и воздушным целям, как истребитель-бомбардировщик, положив начало новому рода авиации — истребительно-бомбардировочной авиации.

- Рославльско-Новозыбковская наступательная операция — с 7 по 15 сентября 1941 года.
- Донбасская операция — с 29 сентября 1941 года по 5 октября 1941 года.
- Битва за Москву — с 25 октября 1941 года по 16 марта 1942 года.
  - Ржевско-Вяземская операция — с 8 января 1942 года по 1 марта 1942 года.
  - Сычёвско-Вяземская операция — с 8 января 1942 года по 1 марта 1942 года.
- Воронежско-Ворошиловградская операция — с 28 июня по 14 июля 1942 года.
- Сталинградская оборонительная операция — с 17 июля 1942 года по 18 ноября 1942 года.
- Сталинградская наступательная операция — с 19 ноября 1942 года по 2 февраля 1943 года.
- Котельниковская операция — с 12 декабря 1942 года по 30 декабря 1942 года.
- Ростовская операция — с 1 января 1943 года по 18 февраля 1943 года.
- Воздушное сражение на Кубани — с 17 апреля 1943 года по 7 июня 1943 года.
- Миусская операция с 21 июля 1943 года по 2 августа 1943 года.
- Донбасская операция с 13 августа 1943 года по 22 сентября 1943 года.
- Мелитопольская операция[6] с 26 сентября 1943 года по 5 ноября 1943 года.
- Никопольско-Криворожская операция с 30 января 1944 года по 29 февраля 1944 года.
- Крымская операция[6] с 8 апреля 1944 года по 12 мая 1944 года.
- Тартуская операция с 17 августа 1944 года по 6 сентября 1944 года.
- Прибалтийская операция с 14 сентября 1944 года по 24 ноября 1944 года.
- Рижская операция с 8 октября 1944 года по 22 октября 1944 года.

## Награды
- 503-й штурмовой авиационный полк за образцовое выполнение заданий командования в боях с немецкими захватчиками при прорыве обороны противника северо-западнее и юго-западнее Шауляй (Шавли) и проявленные при этом доблесть и мужество Указом Президиума Верховного Совета СССР от 31 октября 1944 года награждён орденом «Кутузова III степени»[7].

## Благодарности Верховного Главнокомандующего
Воины полка особо отмечены Благодарностью Верховного Главнокомандующего:
- За прорыв обороны противника северо-западнее и юго-западнее города Шауляй (Шавли) и овладении важными опорными пунктами обороны немцев Телыпай, Плунгяны, Мажейкяй, Тришкяй, Тиркшляй, Седа, Ворни, Кельмы, а также овладении более 2000 других населенных пунктов[8].

В составе 7-го штурмового авиакорпуса воинам полка объявлены Благодарности Верховного Главнокомандующего:
- За прорыв сильно укрепленной обороны немцев на их плацдарме южнее города Никополь на левом берегу Днепра, ликвидации оперативно важного плацдарма немцев на левом берегу Днепра и овладении районным центром Запорожской области — городом Каменка, а также занятием более 40 других населенных пунктов[9].
- За отличие в боях при прорыве сильно укрепленной обороны противника на Перекопском перешейке, овладении городом Армянск, выход к Ишуньским позициям, форсировании Сиваша восточнее города Армянск, прорыве глубоко эшелонированной обороны противника в озерных дефиле на южном побережье Сиваша и овладении важнейшим железнодорожным узлом Крыма — Джанкоем[10].
- За отличие в боях при овладении штурмом крепостью и важнейшей военно-морской базой на Чёрном море городом Севастополь[11].
- За отличие в боях при овладении штурмом городом и крупным узлом коммуникаций Тарту (Юрьев-Дерпт) — важным опорным пунктом обороны немцев, прикрывающим пути к центральным районам Эстонии[12].
- За отличие в боях при овладении городом и крупным железнодорожным узлом Валга — мощным опорным пунктом обороны немцев в южной части Эстонии[13].

## Отличившиеся воины

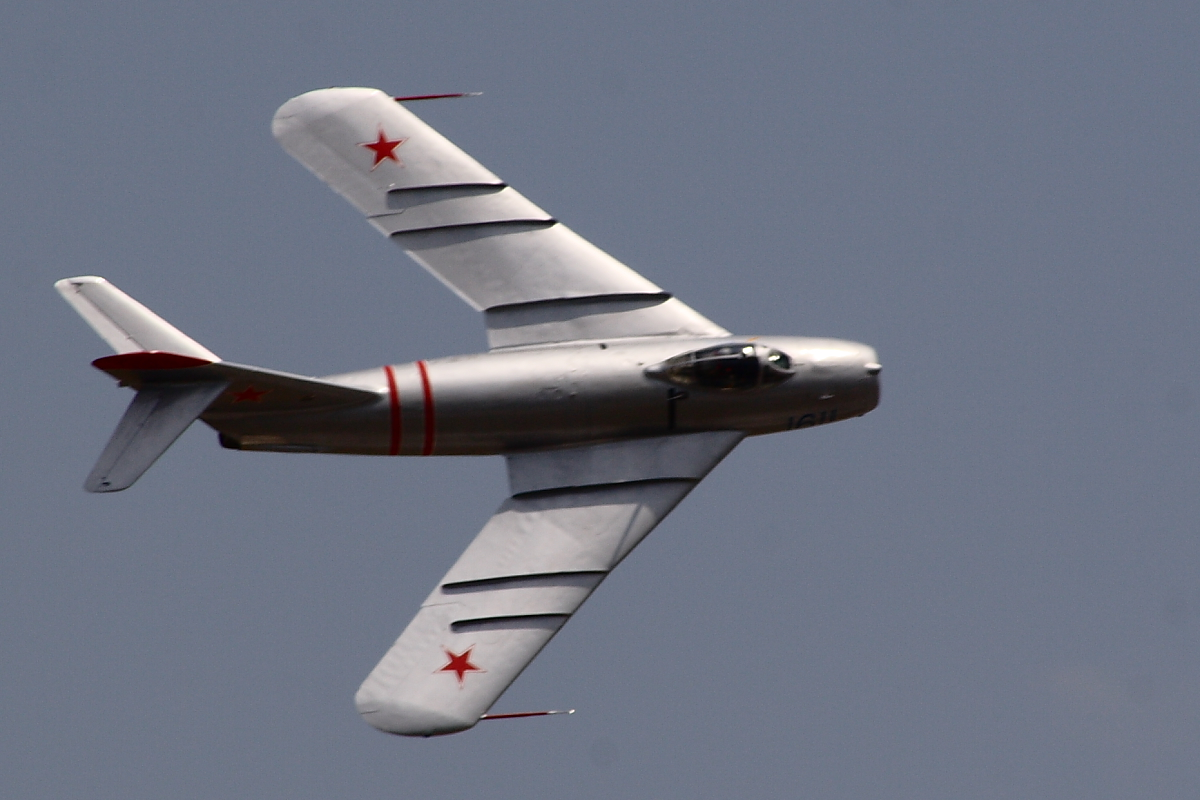
Дальнейшее оснащение истребительно-бомбардировочной авиации шло самолётами МиГ-17, которые полк получил перед расформированием в 1957-м году.

- Айриев Армен Теванович, капитан, командир эскадрильи 503-го штурмового авиационного полка 206-й штурмовой авиационной дивизии 7-го штурмового авиационного корпуса 8-й воздушной армии Указом Президиума Верховного Совета СССР 13 апреля 1944 года удостоен звания Герой Советского Союза. Золотая Звезда № 1316
- Воротник Степан Григорьевич, капитан, командир эскадрильи 503-го штурмового авиационного полка 206-й штурмовой авиационной дивизии 7-го Штурмового Авиационного Корпуса 8-й Воздушной Армии Указом Президиума Верховного Совета СССР от 2 августа 1944 года удостоен звания Герой Советского Союза. Золотая Звезда № 3987.
- Демехин Андрей Васильевич, лейтенант, командир звена 503-го штурмового авиационного полка 206-й штурмовой авиационной дивизии 7-го штурмового авиационного корпуса 8-й воздушной армии Указом Президиума Верховного Совета СССР 13 апреля 1944 года удостоен звания Герой Советского Союза. Золотая Звезда № 1318
- Еряшев Борис Никандрович, лейтенант, командир звена 503-го штурмового авиационного полка 206-й штурмовой авиационной дивизии 7-го штурмового авиационного корпуса 8-й воздушной армии Указом Президиума Верховного Совета СССР 2 августа 1944 года удостоен звания Герой Советского Союза. Золотая Звезда № 4165
- Клюев Пётр Николаевич, лейтенант, командир звена 503-го штурмового авиационного полка 206-й штурмовой авиационной дивизии 7-го Штурмового Авиационного Корпуса 8-й Воздушной Армии Указом Президиума Верховного Совета СССР от 23 февраля 1945 года удостоен звания Герой Советского Союза. Золотая Звезда № 5929.
- Луценко Василий Денисович, лейтенант, заместитель командира эскадрильи 503-го штурмового авиационного полка 206-й штурмовой авиационной дивизии 7-го штурмового авиационного корпуса 14-й воздушной армии Указом Президиума Верховного Совета СССР 23 февраля 1945 года удостоен звания Герой Советского Союза. Золотая Звезда № 5934
- Федяков Иван Лаврентьевич, старший лейтенант, командир эскадрильи 503-го штурмового авиационного полка 206-й штурмовой авиационной дивизии 7-го штурмового авиационного корпуса 8-й воздушной армии Указом Президиума Верховного Совета СССР 13 апреля 1944 года удостоен звания Герой Советского Союза. Посмертно.

## Совершившие огненный таран
- Экипаж командира эскадрильи старшего лейтенанта Федякова Ивана Лаврентьевича, воздушный стрелок младший лейтенант Мамутов Худай Берген, 7 сентября 1943 года. Командир экипажа удостоен звания Герой Советского Союза (13.04.1944 г.).